# Pochtenwaterval-Kiental
De Pochtenwaterval ligt in het Kiental in de Gornerenbach, die via de Tsingelsee later in de Kiene zal uitmonden. Hij ligt in Zwitserland net voor Griesalp in het kanton Bern links van de weg. De waterval is 13.5 meter hoog.
De pochtenwaterval ligt aan een privé weg, die in de zomer met de Postauto te bereiken is. Deze stopt in Griesalp, maar de afdaling is niet groot. Je kan er vanaf Kiental ook naar toe lopen in 1 uur en 30 minuten. Het Kiental is rijk aan watervallen, die zich achter in dal bevinden.
De waterval is niet dezelfde als de Pochtenwaterval in het Sulddal.